# Tom Griffin

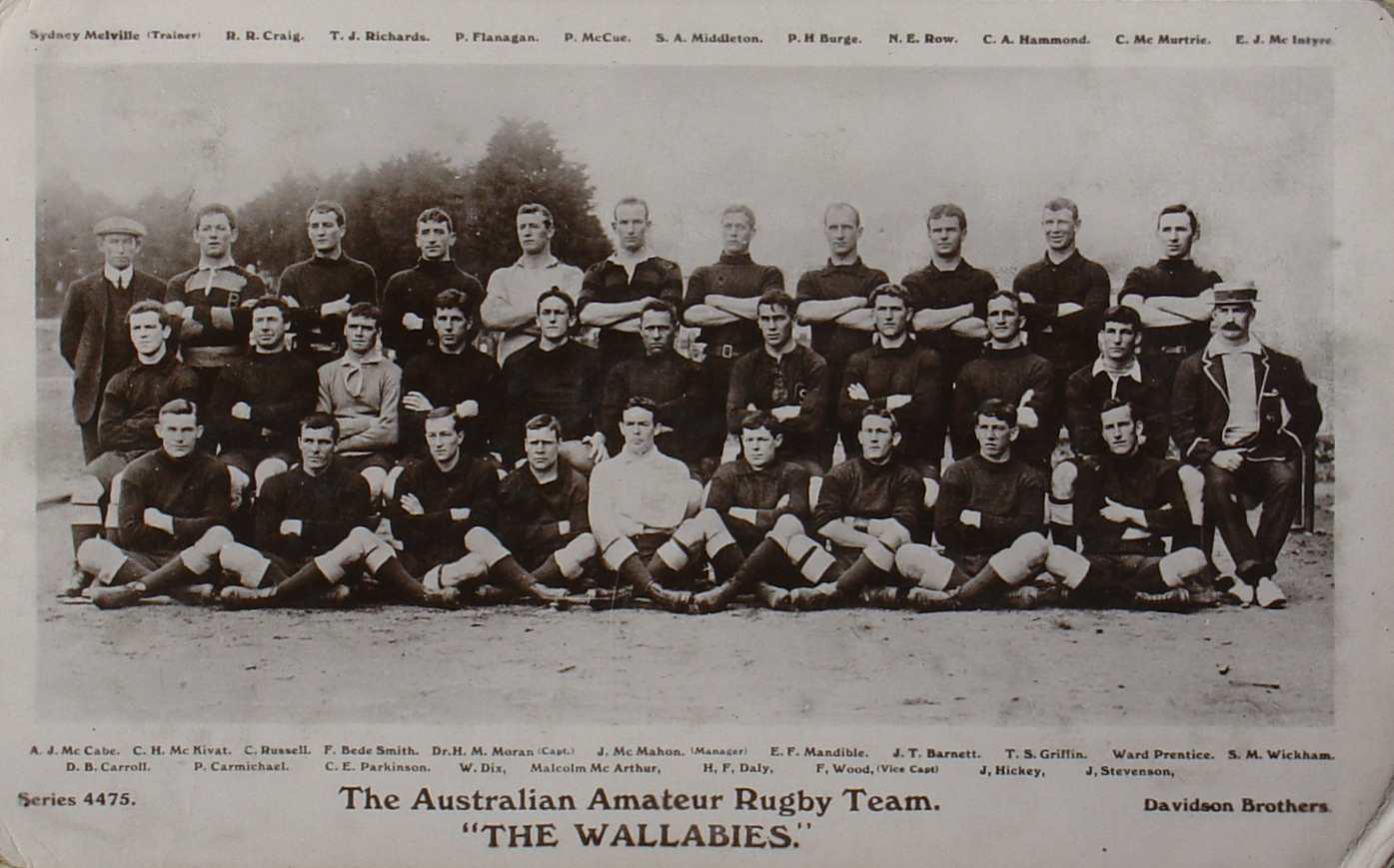
Wallabies z 1908 roku

Thomas Sydney „Tom” Griffin (ur. 19 lutego 1884 w Sydney, zm. 19 grudnia 1950 tamże) – australijski rugbysta grający na pozycji młynarza, olimpijczyk, zdobywca złotego medalu w turnieju rugby union na Letnich Igrzyskach Olimpijskich w 1908 roku w Londynie.

## Kariera sportowa
W trakcie kariery sportowej związany był z klubem Glebe RUFC, a także został wybrany do stanowej drużyny Nowej Południowej Walii, w której rozegrał 35 spotkań. Wystąpił z nią przeciw British and Irish Lions podczas ich tournée do Australii i Nowej Zelandii.
W reprezentacji Australii zadebiutował w 1907 roku w meczu z All Blacks.
W latach 1908–1909 wziął udział w pierwszym w historii tournée reprezentacji Australii do Europy i Ameryki Północnej. Zagrał w odbywającym się wówczas turnieju rugby union na Letnich Igrzyskach Olimpijskich 1908. W rozegranym 26 października 1908 roku na White City Stadium spotkaniu Australijczycy występujący w barwach Australazji pokonali Brytyjczyków 32–3. Jako że był to jedyny mecz rozegrany podczas tych zawodów, oznaczało to zdobycie złotego medalu przez zawodników z Australazji.
Był również członkiem drużyny, która udała się w 1912 roku do Ameryki Północnej na kolejne tournée Wallabies. Łącznie w reprezentacji Australii w latach 1907–1912 rozegrał sześć spotkań nie zdobywając punktów.